# Tolminator
Tolminator je slovenski težkometalni glasbeni festival, ki se od leta 2023 odvija v Tolminu. Po preselitvi večjega festivala Metaldays iz Tolmina v Velenje predstavlja nadaljevanje metalnofestivalske tradicije na sotočju Tolminke in Soče. Število obiskovalcev je omejeno na 5000, s čimer se organizatorja želita približati organizacijskim začetkom festivala Metalcamp. Iz tujine prihaja več kot polovica obiskovalcev
Poleg svetovno znanih metal skupin je Tolminator znan po legi ob reki Soči, sredi narave, ki obiskovalcem omogoča udejstvovanje v številnih obstranskih športnih in sprostitvenih aktivnostih.

## 2023[4]
Krstno izvedbo Tolminatorja je že prvi dan otežilo divjanje neurja, a se je vreme v naslednjih dneh umirilo. Festival se je odvijal od 25. do 28. julija. Glasbene skupine so nastopale na dveh odrih: Tolminator Stage in Underground Stage.
| Tolminator Stage                                                               |                                                                                  |                                                                       |                                                                  |
| Torek                                                                          | Sreda                                                                            | Četrtek                                                               | Petek                                                            |
| Dying Fetus Anaal Nathrakh Lost Society Brujeria Rectal Smegma Demonical Baest | 1349 Finntroll Within Destruction Kanonenfieber Ellende Insanity Alert Stellaris | Insomnium Phil Campbell Ancient Crisix In mourning Crypta Frozen Soul | Sodom Aura Noir Bolzer Holy Moses Severe Torture Guineapig Damim |

| Underground Stage                                                |                                                                    |                                                    |                                                                           |
| Torek                                                            | Sreda                                                              | Četrtek                                            | Petek                                                                     |
| Mental Cruelty Panychida Ater Era Slave Pit Vexovoid Vulvathrone | Terzij de Horde Fearancy Hellcrawler Hemplifier Morost Speed Queen | Kvaen Rodoljubac Britof Glista Meduzalem Omega Sun | In other Climes Omophagia Eruption Hope Erodes Loco Muerte Penitenziagite |